# Pierre de La Gorce
Pierre François Gustave de La Gorce, född 29 juni 1846, död 2 januari 1934, var en fransk historiker.
La Gorce blev juris doktor 1869, var konservativ deputerad 1876-80 och blev medlem av Franska akademien 1914. Han framträdde som en synnerligen produktiv historiker med Frankrikes historia efter 1789 som specialitet. Bland hans skrifter märks Histoire du second empire (7 band, 1894-1904).